# George Togan
George Togan (n. 4 decembrie 1910 – d. 26 februarie 2003) a fost un istoric român. George Togan a fost de asemenea autor de cărți istorice, antologator, literat, publicist, scotocitor de documente, descoperitor de vestigii istorice, conferențiar, animator cultural.

## Biografie
În toamna anului 1934 scoate la București revista de artă „Plastica românească” având ca și colaboratori artiști români cu nume prestigioase, precum N.N. Tonitza, Iosif Iser, Francisc Șirato și alții.
Efectuând cercetări în arhivele din țară și străinătate, a identificat documentele originale de primă atestare documentară a localităților, Mediaș (700 ani, în 1967), Dumbrăveni (600 ani, în 1974), Luduș (600 ani, în 1977), Cetatea de Baltă (800 ani, în 1977), Târnăveni (700 ani, în 1978), Sighișoara (700 ani, în 1980) fiecăreia din aceste localități întocmindu-le câte o monografie.

## Publicații
- Mediaș, istorie romanțată, 1944 [3]
- Monografia Bisericii Unite cu Roma
- Ne cheamă Ardealul
- Monografia orașului Dumbrăveni, 1970
- Ceea ce nu se uită, 1977 (antologie de versuri)
- Mult iscusita vremii slovă – poezia Unirii, 1978 (antologie de versuri)